# Pioniers (Belgische jeugdbeweging)
De Pioniers (Frans: les Pionniers) is een Belgische jeugdbeweging die zich richt op kinderen van 6 tot 16 jaar, ze is gelieerd aan de PVDA/PTB.

## Structuur
Het hoofdkantoor is gelegen in de Maurice Lemonnierlaan 171 te Brussel, de voorzitters zijn Wannes Soete en Charlotte Verheyden. Ze zijn erkend als jeugdwerkinitiatief onder de naam vzw Pioniers - Pionniers en organiseren jaarlijks kampen in de krokus, paas, zomer -en herfstvakantie voor kinderen en jongeren van 6 tot 16 jaar oud. 
Elk jaar in september organiseren de Pioniers het kinderfestival 'PioFiesta' op ManiFiesta, het feest van de solidariteit.
In 2025 vierde de organisatie zijn 50-jarig bestaan.
De naam van de organisatie verwijst naar de communistische 'Pionierbeweging', die ontstond in de schoot van het Comité international des mouvements d'enfants et d'adolescents (CIMEA) die op haar beurt deel uitmaakt van de Wereldfederatie van democratische jeugd (WFDY).

## Voorzitters
| Periode      | Voorzitters                        |
| ------------ | ---------------------------------- |
| 2008 - 2018  | Ben Van Duppen                     |
| 2018 - 2022  | Wannes Soete & Stan D'Haese        |
| 2022 - heden | Wannes Soete & Charlotte Verheyden |